# Lago de Brienz
El lago de Brienz (del alemán: Brienzersee) es un lago en el cantón de Berna en Suiza. Está ubicado al norte de los Alpes.
El río Aar alimenta y evacúa el lago, fluyendo después en el lago de Thun. El lago de Brienz tiene 14 km de longitud y 2,8 km de anchura, una superficie total de 29,8 km², un volumen de 5,17 km³ y una profundidad máxima de 261 m.
El lago está ubicado a unos 564 metros sobre el nivel del mar. Su área de captación es de aproximadamente 1.127 km². En la orilla norte se encuentra el famoso pueblo de Brienz que le da el nombre al lago. Interlaken y los pueblos de Matten y Unterseen quedan al suroeste del lago. 
El lago es pobre en nutrientes, y consecuentemente la pesca no es muy importante. La explotación turística del lago comenzó en 1839 con la puesta en servicio de los barcos de transporte de pasajeros. Actualmente los cinco barcos de pasajeros son manipulados por BLS, la compañía cantonal de transportes.

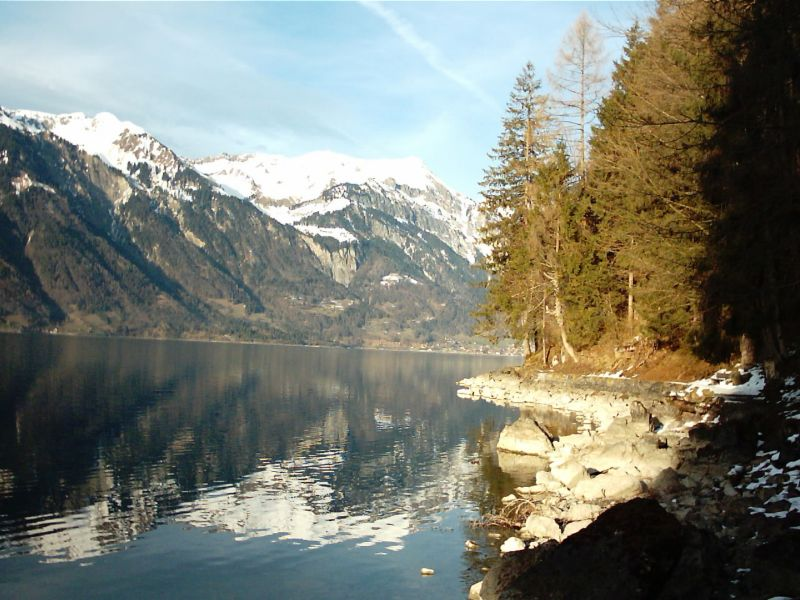
El lago en invierno
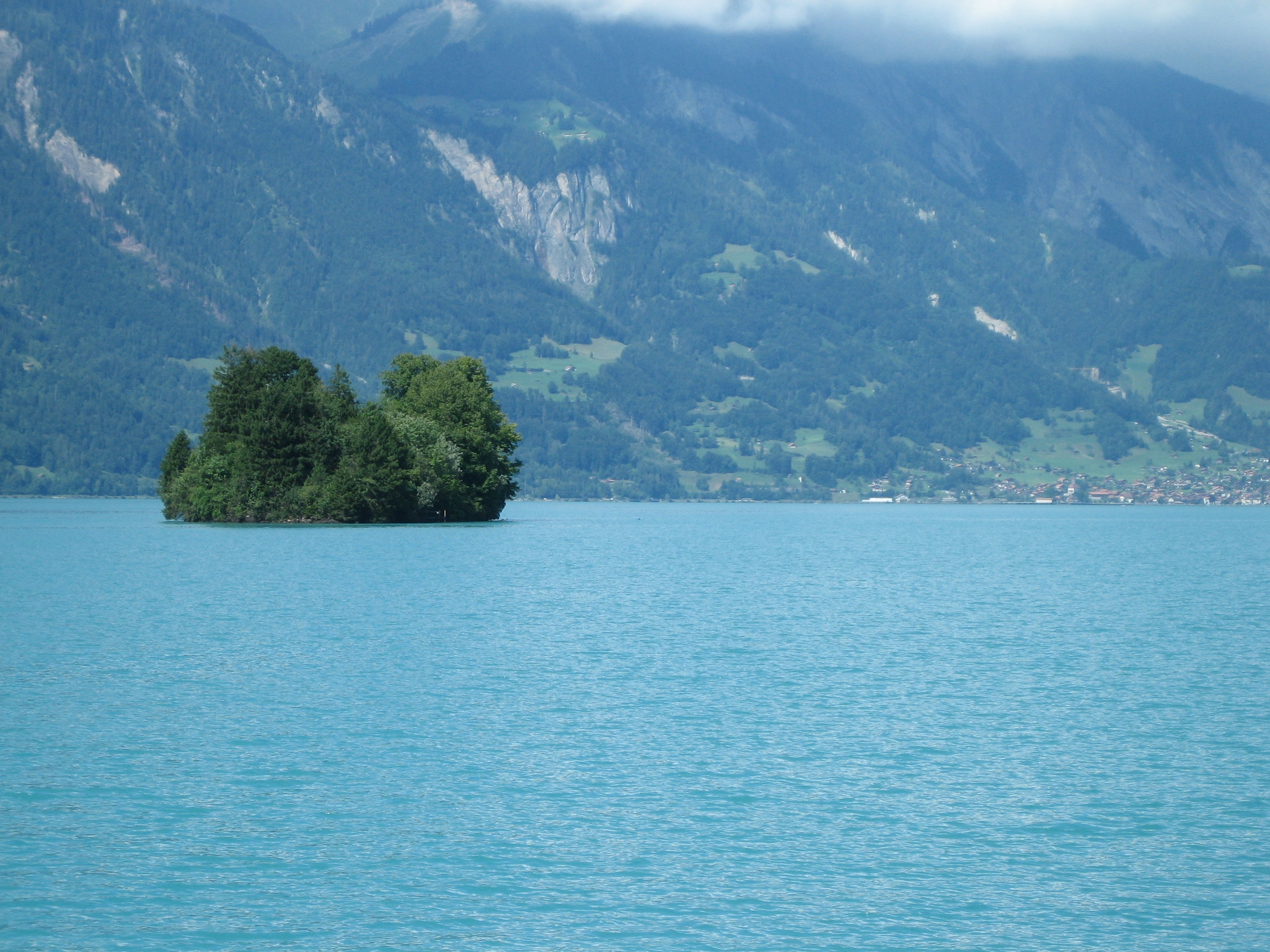
Schneckeninsel
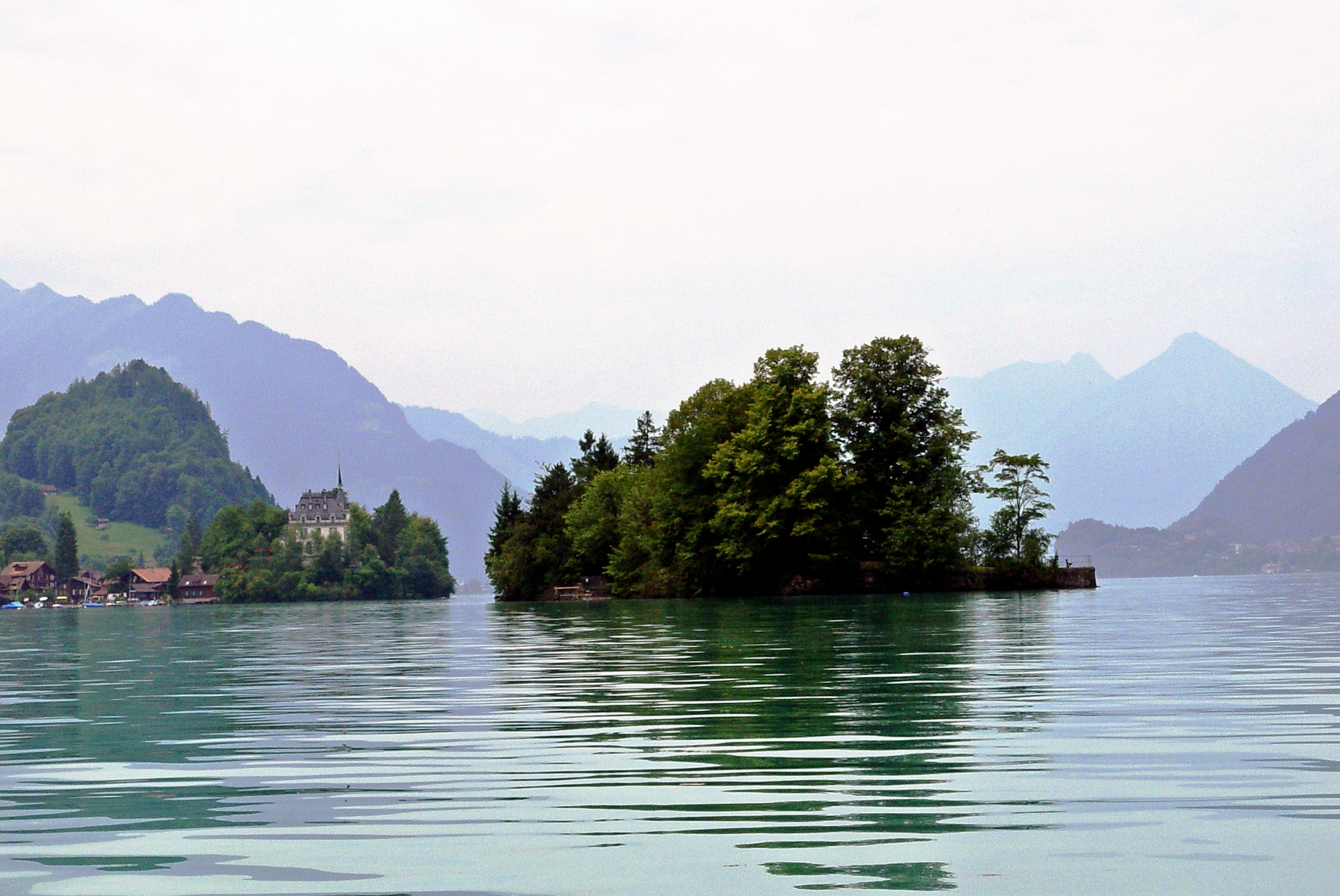
Islotes en el lago
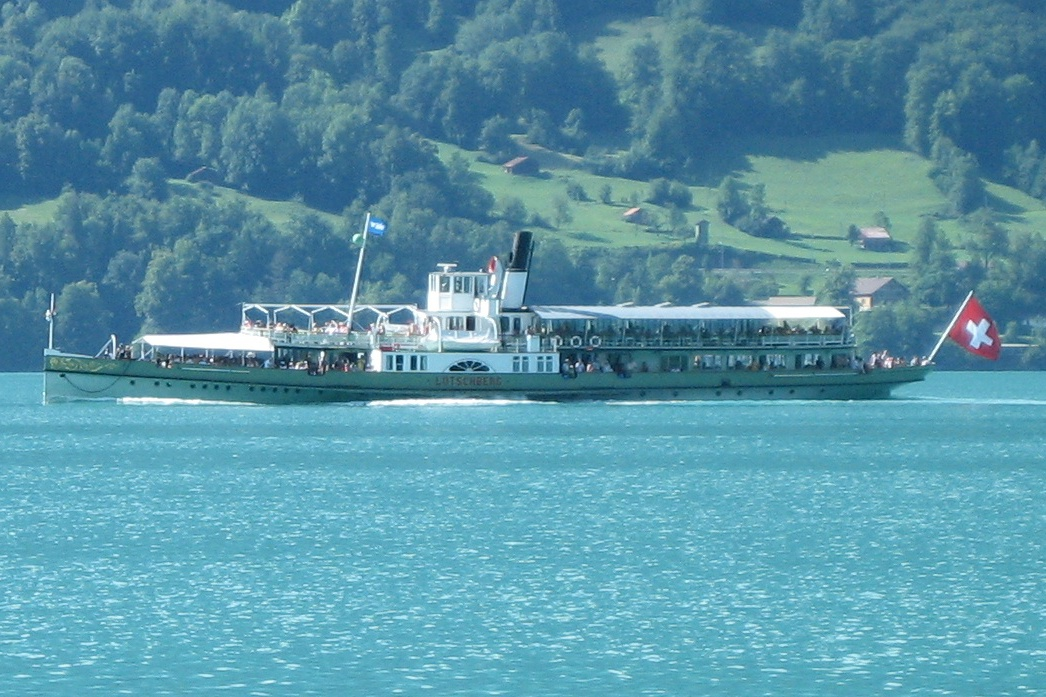
Vapor de palas «Lötschberg»

- Datos: Q14442
- Multimedia: Lake Brienz / Q14442